# Kurirček (revija)
Kurirček je bila slovenska literarna revija za učence osnovnih šol. Izdajala jo je Založba Borec. Prvi letnik je izšel v šolskem letu 1960/61, zadnji pa v šolskem letu 1990/91.
Revija kurirček je leta 1972 prejela nagrado Pionir Zveze prijateljev mladine Slovenije, leta 1983 Nagrado vstaje slovenskega naroda republiškega odbora zveze združenj borcev NOV Slovenije, 1986 pa Zlato značko Zveze prijateljev mladine Slovenije.
Zadnji odgovorni urednik revije je bil Boris A. Novak, v uredniškem odboru pa so sodelovale osebe kot so Berta Golob, Jože Horvat, Marjanca Jemec Božič, Ljubica Marjanovič Umek, Anreja Kmecl, Jelka Reichman in Alenka Vogelnik, v svetu revije pa so sodelovali Darinka Jeglič, Branka Jurca,Nada Kovač, Neža Maurer, Matjaž Schmidt, Ada Vidmar, Saša Vegri in Ivo Zorman.
Med leti 1963 in 1989 je na pobudo revije potekala  pionirska prireditev Kurirčkova pošta v počastitev kurirjev druge svetovne vojne.
Naslednik revije Kurirček je revije Kekec, ki je pričela izhajati 1991.